# Фольквін фон Наумбург
Фо́льквін фон Нау́мбург (нім. Volkwin von Naumburg; ?—22 вересня 1236) — другий і останній магістр Ордену мечоносців (1209—1236). Представник німецького шляхетського роду. Походив із Наумбурга, з території Падеборнського архієпископста, Священна Римська імперія. Загинув у битві при Сауле.